# Xenospadicoidaceae
Die Xenospadicoidaceae bilden die einzige Familie der Xenospadicoidales, eine Ordnung der Schlauchpilze (Ascomycota).

## Merkmale
Die Xenospadicoidaceae bilden keine Hauptfruchtform. Die Konidienträger sind braun, makronematös, das bedeutet, ihre Hyphen sind deutlich größer als normale Hyphen, und  mononematös, das heißt, sie entstehen aus einer einzelnen Hyphe. Sie sind unverzweigt oder verzeigt. Die konidiogenen Zellen sind endständig oder zwischen den Hyphen (interkalär), blassbraun bis braun zylindrisch, im Verbund und tretisch, hier wird die innere Zellwandschicht der konidiogenen Zelle durch einen Porus der äußeren Zellwand wie eine Knospe ausgestülpt und wird so zur Konidie. Diese sind einzeln oder in Ketten, trocken, einzellig oder septiert. Sie sind länglich, elliptisch oder fast eiförmig und braun.

## Ökologie
Vertreter der Xenospadicoidaceae leben saprob und  auf abgestorbenem Holz.

## Systematik und Taxonomie
Die Familie Xenospadicoidaceae und gleichzeitig die Ordnung Xenospadicoidales wurde 2017 von Margarita Hernández-Restrepo, Julio Mena Portales und Josepa Gené  erstbeschrieben.
Folgende Gattungen gehören zur Familie:
- Calyptosphaeria mit zwei Arten
- Gangliostilbe mit fünf Arten
- Lentomitella mit dreizehn Arten
- Neospadicoides mit fünf Arten
- Pseudoannulatascus mit sechs Arten
- Spadicoides mit ungefähr vierzig Arten
- Torrentispora mit sechs Arten